# Ханукальний Гаррі

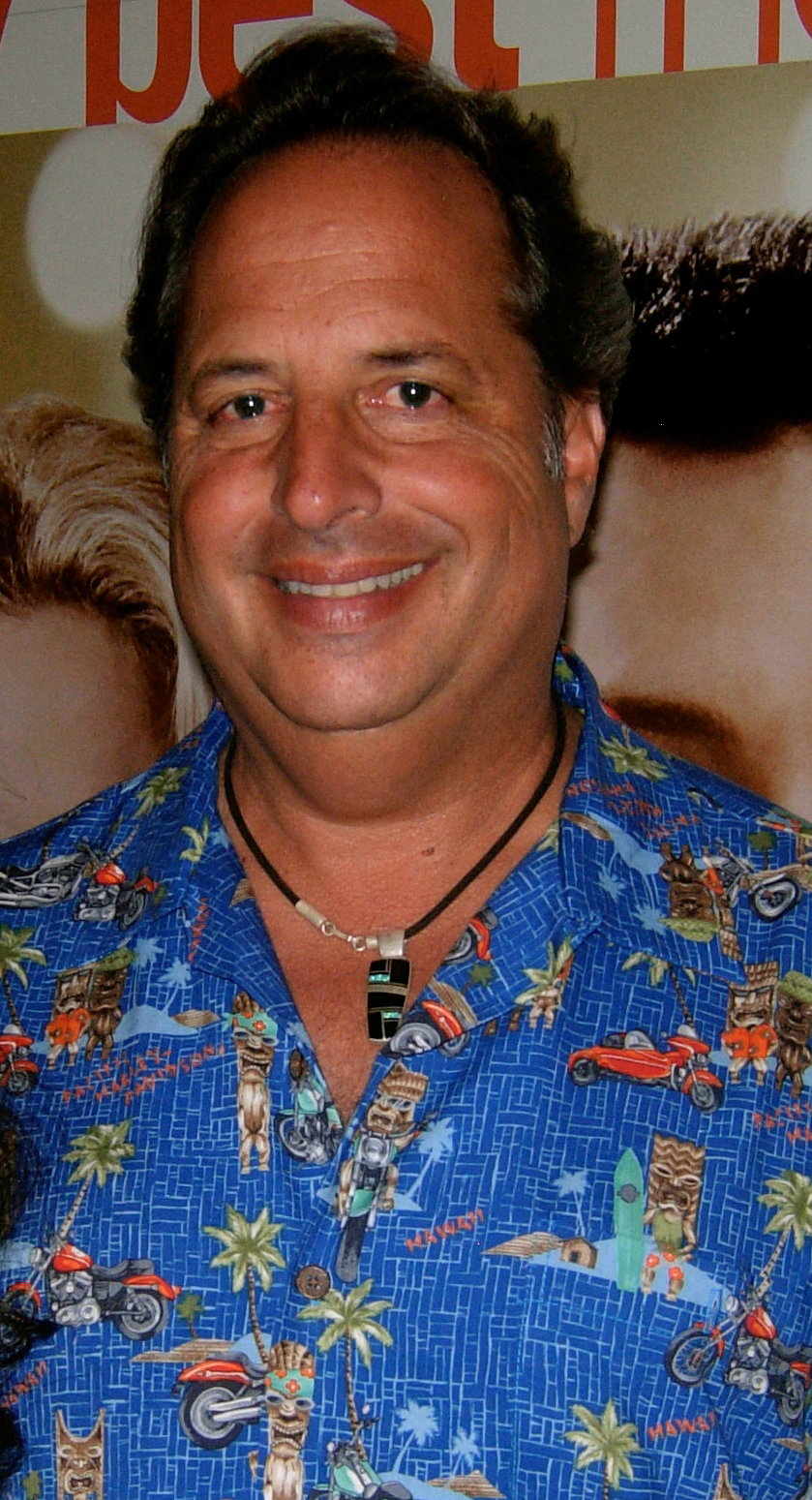
Джон Ловіц

Ханукальний Гаррі (англ. Hanukkah Harry) — вигаданий персонаж з американського гумористичного телешоу «Saturday Night Live» телеканалу NBC.
Вперше з'явився у 1989 році як головний герой в скетчі «Як Ханукальний Гаррі врятував Різдво», де його зіграв комік Джон Ловітц.

## Опис персонажа
Ханукальний Гаррі зображений як «єврейський колега» іншого зимового святкового персонажа — Санта-Клауса. Його зовнішність нагадує американське традиційне зображення різдвяного старого, але з певними відмінностями: форма бороди більш характерна для ортодоксальних юдеїв/харедім, біло-синій верхній одяг (у кольорах ізраїльського прапора), на його мішку з подарунками зображена ханукія.
Згідно із сюжетом телешоу, резиденція Ханукального Гаррі розташована на горі Синай. Як і Санта-Клаус, Ханукальний Гаррі розвозить подарунки повітрям, проникаючи в будинки через каміни. Проте пересувається він не в санчатах з північними оленями, а на візку запряженому трьома віслючками — Мойшею, Гершелем та Шломо.